# Natriumperxenat
Natriumperxenat, Na4XeO6 ist das Natrium-Salz der Perxenonsäure.

## Gewinnung und Darstellung
Die Oxidation von Xenon(VI)-oxid XeO3 und Natronlauge NaOH mit Ozon O3 lässt das Salz synthetisieren.
{\displaystyle {\ce {3 XeO3 + 12 NaOH + O3 -> 3 Na4XeO6 + 6 H2O}}}
Das Salz kann durch Hydrolyse von Xenonhexafluorid XeF6 in der Natronlauge gewonnen werden.
{\displaystyle {\ce {4 XeF6 + 36 NaOH -> 3 Na4XeO6 + Xe + 24 NaF + 18 H2O}}}
Eine andere Möglichkeit der Herstellung wäre die Disproportionierung des Hydrogenxenat-Ion HXeO4− in Natronlauge, wobei die Ausbeute nur unter 50 % liegen kann.

## Eigenschaften

### Physikalische Eigenschaften
Natriumperxenat kann als Hexahydrat (Na4XeO6 · 6 H2O) und Octahydrat (Na4XeO6 · 8 H2O) auftreten. Die Kristallstruktur beider Hydrate ist orthorhombisch aufgebaut.
Das Hexahydrat besitzt die Raumgruppe Pbca (Raumgruppen-Nr. 61) mit den entsprechenden Gitterparametern a = 18,44 Å, b = 10,103 Å und c = 5,873 Å. Das Octahydrat besitzt hingegen die Raumgruppe Pbcn (Raumgruppen-Nr. 60). Die Gitterparameter sind a = 11,86 Å, b = 10,36 Å, c = 10,43 Å und Z = 4.

### Chemische Eigenschaften
Die Verbindung ist wie die meisten Metallperxenate stabil und ein starkes Oxidationsmittel. Natriumperxenat ist in der Lage, Americium und Mangan zu oxidieren. Dabei wird das Americium von Am3+ in Am6+ und das Mangan von Mn2+ in Mn7+ oxidiert.
{\displaystyle \mathrm {8\ Mn^{\,2+}+5\ Na_{4}XeO_{6}+2\ H_{2}O\longrightarrow } } {\displaystyle \mathrm {8\ MnO_{4}^{\,-}+5\ Xe+20\ Na^{\,+}+4\ H^{\,+}} }
Xenontrioxydifluorid XeO3F2 ist das Reaktionsprodukt der Reaktion zwischen Xenonhexafluorid XeF6 und Natriumperxenat.